# روغن تفاله زیتون (پومیس)
روغن تفاله زیتون (پومیس) ، روغنی است که از تفاله زیتون یا پومیس استخراج می‌شود. پس از اتمام استخراج مکانیکی روغن زیتون، تقریباً ۵–۸٪ روغن در تفاله باقی می‌ماند، که پس از آن باید با کمک حلالهایی نظیر هگزان استخراج شود، که تنها برای مصارف صنعتی کاربرد دارد. روغن تفاله زیتون به علت آلوده بودن به بنزوآلفاپیرنن، مونوکلوروپروپان دی ال‌ها و هیدروکربن‌های حلقوی، سرطانزا بوده و روی اعصاب و سایر ارگان‌های بدن تأثیر نامطلوب دارد و در استاندارد ملی ایران استفاده خوراکی آن ممنوع اعلام شده‌است.
به منظور جلوگیری از واردات اینگونه روغنها به کشور، استاندارد ملی ایران به شماره ۱۴۴۶ با عنوان «روغن‌زیتون_ ویژگیها و روشهای آزمون» به عنوان مقررات فنی اعلام شد و به منظور تشخیص تقلبات موجود در روغن‌های وارداتی حتی روغن‌های زیتون داخلی، آزمون نمونه‌های آن فقط در آزمایشگاه مرجع پژوهشگاه استاندارد انجام می‌گیرد.